# Nazionale maschile under 18 di pallacanestro del Libano
La nazionale di pallacanestro libanese Under-18 è una selezione giovanile della nazionale libanese di pallacanestro, ed è rappresentata dai migliori giocatori di nazionalità libanese di età non superiore ai 18 anni.
Partecipa a tutte le manifestazioni internazionali giovanili di pallacanestro per nazioni gestite dalla FIBA.

## Partecipazioni

### FIBA AsiaBasket Under-18
- 1998 - 13°
- 2000 - 10°
- 2002 - 9°
- 2004 - 4°
- 2006 -  3°

- 2008 - 8°
- 2010 - 7°
- 2012 - 7°
- 2016 - 4°
- 2018 - 10°

- 2022 - 4°